# Öykü Karayel
Öykü Karayel est une actrice turque.

## Biographie
Née en 1990 à Istanbul, elle étudie l'art dramatique au conservatoire d'Istanbul. Elle commence à jouer pour le théâtre, où elle est remarquée par une scénariste, ce qui lui permet d'être engagée pour la série Kuzey Güney. 
En 2018, elle épouse le chanteur Can Bonomo. 

## Filmographie

### Cinéma
- 2015 : Bulantı : Aslı
- 2015 : Toz (Poussière) : Azra Naziri
- 2017 : İşe Yarar Bir Şey : Canan

### Télévision
- 2011-2013 : Kuzey Güney : Cemre Çayak
- 2014-2015 : Kara Para Aşk : İpek
- 2016 : Muhteşem Yüzyıl: Kösem : Dilruba Sultan
- 2017-2018: Kalp Atışı : Eylül
- 2020 : Bir Başkadır : Meryem

## Récompenses
- Festival international du film de Shanghai 2017 : nomination pour le prix de la meilleure actrice dans Toz